# Médaille commémorative de la guerre 1914-1918 (Belgique)

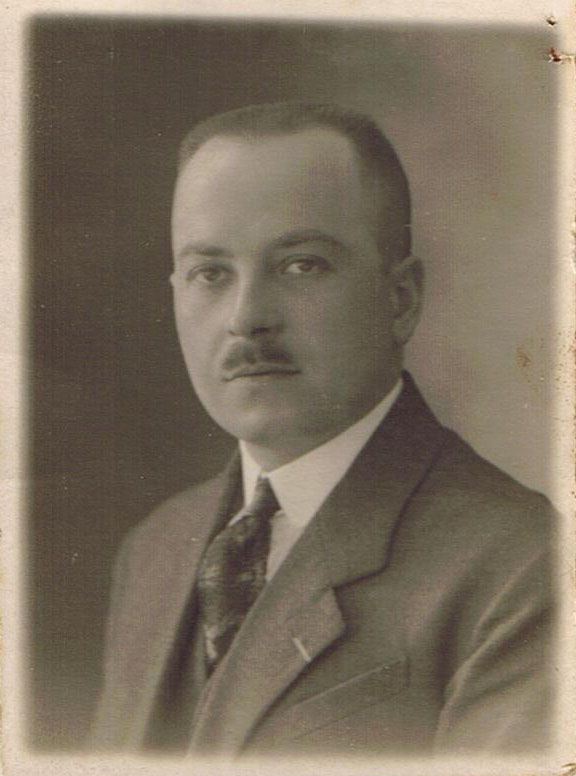
Le docteur Ivan Colmant, récipiendaire de la médaille commémorative de la guerre 1914-1918

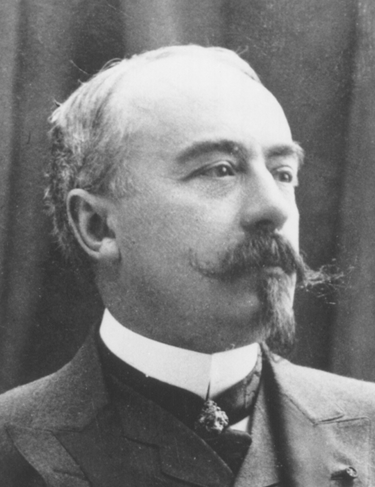
Major-général le baron Édouard Empain, un récipiendaire de la médaille commémorative de la guerre 1914-1918

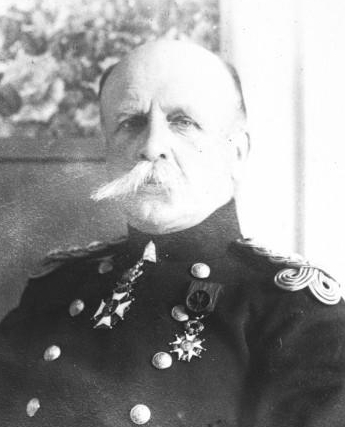
Lieutenant-général le baron Léon de Witte de Haelen, un récipiendaire de la médaille commémorative de la guerre 1914-1918

La médaille commémorative de la guerre 1914-1918 (néerlandais : Oorlogsherinnerinsmedaille 1914–1918) était une médaille commémorative de guerre créée le 21 juillet 1919 par arrêté royal et décernée aux membres des forces armées belges qui servirent pendant la Première Guerre mondiale et qui avaient droit au port de la médaille de la Victoire.

## Insigne
La médaille belge commémorative de la guerre 1914-1918 était de forme triangulaire arrondie et frappée de bronze, elle mesurait 47 mm de haut et 31 mm de large. Son avers portait, au centre d'un cercle renfoncé d'un diamètre de 29 mm, le profil gauche de la tête casquée d'un soldat avec le casque orné de lauriers. Entre le cercle central et le coin inférieur gauche, le millésime « 1914 », entre le cercle central et le coin inférieur droit, le millésime « 1918 ». Dans la pointe supérieure, l'image en relief d'un lion rampant, une branche de laurier à sa droite, une branche de chêne à sa gauche. Le revers portait, sous une couronne flanquée des mêmes branches que le lion de l'avers, l'inscription bilingue « MEDAILLE COMMEMORATIVE / DE LA CAMPAGNE / 1914-1918 / HERDENKINGS MEDAILLE / VAN DEN VELDTOCHT ».
La médaille était suspendue par un anneau à un ruban rouge en soie moirée d'une largeur de 39 mm avec une bande centrale jaune de 11 mm de large bordée de bandes noires de 1 mm.
Plusieurs attributs pouvaient être portés sur le ruban.
- Barrette de front en argent : des barrettes de front en argent représentaient la durée de la présence au front : la première barrette pour une année de service au front, les barrettes subséquentes pour chaque période de 6 mois supplémentaires.
- Barrette de front vermeille : elle remplaçait cinq barrettes en argent.
- Couronne : identifiait un volontaire.
- Croix émaillée rouge : identifiait une blessure reçue au combat.
- Ancre navale : pour les marins et pêcheurs qui avaient reçu la décoration maritime.
- Barrette « 1916-R-1917 » ou « 1916-R-1918 » : identifiait les membres du Corps expéditionnaire pour la Russie.

## Récipiendaires  illustres (liste partielle)
- Lieutenant-général Alphonse Ferdinand Tromme
- Lieutenant-général de cavalerie Marcel Jooris
- Major-général Maurice Jacmart
- Lieutenant-général Jean-Baptiste Piron
- Lieutenant-général Jules Joseph Pire
- Lieutenant-général de cavalerie le chevalier Maximilien de Neve de Roden
- Lieutenant-général de cavalerie baron Victor Van Strijdonck de Burkel
- Lieutenant-général Georges Deffontaine
- Lieutenant-général Alphonse Verstraete
- Lieutenant-général le baron Raoul de Hennin de Boussu-Walcourt
- Lieutenant-général Joseph Leroy
- Lieutenant-général de cavalerie Jules De Boeck
- Lieutenant-général Fernand Vanderhaeghen
- Lieutenant-général Robert Oor
- Lieutenant-général Libert Elie Thomas
- Lieutenant-général Léon Bievez
- Major-général de cavalerie le baron Beaudoin de Maere d’Aertrycke
- Major-général Lucien Van Hoof
- Major-général Jean Buysse
- Major-général Paul Jacques
- Contre-amiral Georges Timmermans
- Major-général aviateur Norbert Leboutte
- Lieutenant-général de gendarmerie Louis Joseph Leroy
- Lieutenant-général de gendarmerie Oscar-Eugène Dethise
- Aumônier général Louis Kerremans
- Lieutenant-général Harry Jungbluth
- Lieutenant-général de cavalerie le baron Albert du Roy de Blicquy
- Lieutenant-général le chevalier Antonin de Selliers de Moranville
- Lieutenant-général le baron Louis de Ryckel
- Lieutenant-général le baron Émile Dossin de Saint-Georges
- Lieutenant-général le baron Honoré Drubbel
- *Lieutenant-général le comte Gérard-Mathieu Leman
- Lieutenant-général Victor Bertrand
- Lieutenant-général le baron Jules Jacques de Dixmude
- Lieutenant-général Georges Guiette
- Lieutenant-général Albert Lantonnois van Rode
- Lieutenant-général le baron Armand de Ceuninck
- Lieutenant-général Aloïs Biebuyck
- Lieutenant-général de cavalerie le baron Léon de Witte de Haelen
- Lieutenant-général de cavalerie le viscomte Victor Buffin de Chosal
- Lieutenant-général de cavalerie Jules De Blauwe
- Major-général le docteur Antoine Depage
- Major-général le baron Edouard Empain
- Lieutenant Ivan Colmant
- Médecin-Colonel Paul Léothaud, Chevalier de la Légion d'honneur
- Sgt Fourrier Marcel Scieur
- Major-général Jean-Louis Daubechies

## Sources
- Quinot H., 1950, Recueil illustré des décorations belges et congolaises, 4e Édition. (Hasselt)
- Cornet R., 1982, Recueil des dispositions légales et règlementaires régissant les ordres nationaux belges. 2e Ed. N.pl., (Bruxelles)
- Borné A.C., 1985, Distinctions honorifiques de la Belgique, 1830-1985 (Bruxelles)